# L'Homme dauphin, sur les traces de Jacques Mayol
Pour plus de détails, voir Fiche technique et Distribution.
L'Homme dauphin, sur les traces de Jacques Mayol est un documentaire réalisé par Lefteris Charitos et sorti en 2017. Coproduction internationale, le film dresse le portrait du plongeur français Jacques Mayol.
En 2019, Dave Kazala reçoit est nommé aux 7e prix Écrans canadiens dans la catégorie du meilleur montage dans un documentaire.